# Tustoholovî, Zboriv
Tustoholovî (în ucraineană Тустоголови) este un sat în comuna Mlînivți din raionul Zboriv, regiunea Ternopil, Ucraina.

## Demografie
Componența lingvistică a localității Tustoholovî
     Ucraineană (100%)
Conform recensământului din 2001, toată populația localității Tustoholovî era vorbitoare de ucraineană (100%).